# 1813 na política

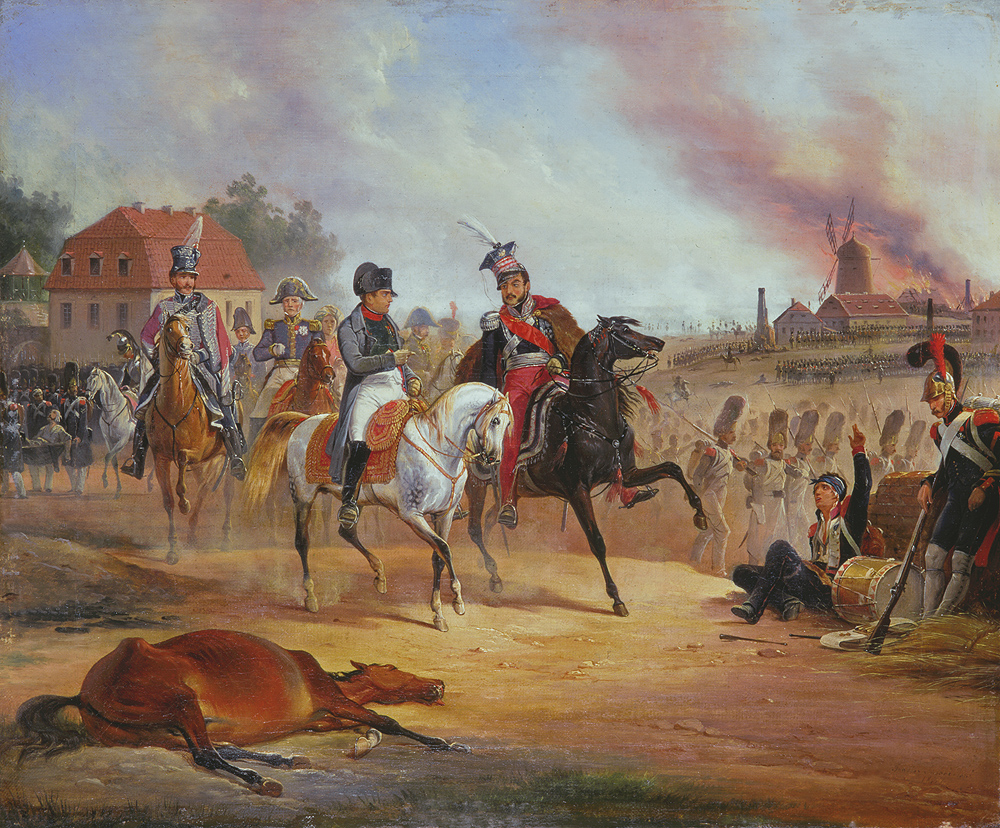
Pintura de 1813 que mostra Napoleão e Józef Antoni Poniatowski na Batalha de Leipzig

## Nascimentos
| Data           | Nome                                        | Profissão                                    | Nacionalidade  | Observações | Ref   |
| -------------- | ------------------------------------------- | -------------------------------------------- | -------------- | ----------- | ----- |
| 28 de dezembro | Irineu Evangelista de Souza (Barão de Mauá) | empresário, industrial, banqueiro e político | Brasil Colónia | m. 1889     | [ 1 ] |

## Mortes
| Data | Nome | Profissão | Nacionalidade | Observações | Ref |
| ---- | ---- | --------- | ------------- | ----------- | --- |